# Youngstown (Ohio)
Pour les articles homonymes, voir Youngstown.
Youngstown est une ville située dans l'est de l'État de l'Ohio, entre Cleveland et Pittsburgh. Fondée par John Young (en) (1764-1825), un pionnier qui développa la sidérurgie dans cette ville. Située dans une région riche en fer et en charbon, Youngstown est devenue un centre sidérurgique majeur à partir de la fin du XIXe siècle et, à partir des années 1970, les difficultés de l'industrie américaine y ont été ressenties de manière particulièrement forte. La ville proprement dite comptait environ 80 000 habitants en 2000, contre 170 000 en 1930. Elle est au cœur d'une aire urbaine regroupant 500 000 personnes. Youngstown est le siège du comté de Mahoning. Bruce Springsteen a donné le nom de la ville à une chanson de l'album The Ghost of Tom Joad. La prison de haute sécurité Ohio State Penitentiary se trouve à l'est de Youngstown.
Le 21 juin 1937, les ouvriers de l'acier ont commencé des grèves en tant que précurseur de United Steel Workers faisant un accord avec les petites entreprises sidérurgiques. Il y avait beaucoup de violence. Deux personnes sont mortes et 42 sont blessées.
Youngstown a un théâtre qui s'appelle Stambaugh Auditorium. Il a bâti en 1926 par Henry H. Stambaugh. C'est sur la liste de Registre national des lieux historiques. Beaucoup d'artistes ont joué ici comme Nelson Eddy qui était un chanteur de l'opéra et un acteur.
il y a une université située dans la ville, appelée Youngstown State University. L'université a été fondée en 1908 en tant que "Collège de Youngstown". Le président actuel de l'université est Jim Tressel. L'université abrite 6 collèges et propose plus de 150 majors dans divers domaines.

## Histoire

### Création de la ville
Youngstown tire son nom du natif de New York John Young, qui a prospecté les environs en 1796 et s'y installa peu de temps après. Le 9 février 1797, Young acquis ce territoire de 6300 ha à la Western Reserve Land Company pour 16085$. La création de Youngstown a officiallement été enregistrée le 19 août 1802.
Le territoire contemporain de Youngstown faisait partie de la Connecticut Western Reserve, une zone du Northwest Territory que le Connecticut n'avait pas d'abord cédé au gouvernement fédéral. Le Connecticut a conservé le titre de propriété de cette terre de la Western Reserve, qu'il a vendu à la Connecticut Land Company pour 1200000$. Tandis que beaucoup de migrants étaient originaires du Connecticut, Youngstown a attiré de nombreux migrants Ecossais et Irlandais de la Pennsylvanie voisine. Jusqu'en 1798, Youngstown fut le berceau de plusieurs familles qui se concentrèrent à la confluence de Mill Creek et de la Mahoning River. Le village de Boardman fut fondée 1798 par Elijah Boardman, un membre de la Connecticut Land Company. La ville de Austintown fut aussi fondée en 1798 par John McCollum, un colon venu du New Jersey.
A mesure que la population de la Werstern Reserve augmenta, le besoin criant de nommer des arrondissements se fit ressentir. En 1800, le gouverneur Arthur St. Clair créa le comté Trumbull (en l'honneur du gouverneur du Connecticut Jonathan Trumbull), et désigna comme centre-administratif, ou "siège du comté", le petit village de Warren. En 1813, Trumbull County fut partagé en quartiers. Le territoire de Youngstown occupe alors une large partie de ce qui est devenu le comté de Mahoning.

### L'âge d'or
La découverte de charbon dans les environs de Youngstown a permis à la région de faire partie du célèbre réseau du Canal Érié. La Pennsylvania and Ohio Canal Company fut fondée en 1835, et le canal achevé en 1840. L'industriel local David Tod, qui devint gouverneur de l'Ohio pendant la guerre de Sécession, réussit à influencer les propriétaires de bateaux à vapeur du lac Érié que le minerai extrait dans la Mahoning Valley pouvait approvisionner leur embarcations si le transport par canaux était possible entre Cleveland et Youngstown. L'arrivée du chemin de fer en 1856 améliora encore plus le potentiel de croissance économique.
Le développement industriel de Youngstown transforma le paysage économique de la Mahoning Valley. L'industrie du charbon fleurissant, elle attira des centaines d'immigrés du pays de Galles, d'Allemagne et d'Irlande. Avec la construction d’aciéries à la fin du XIXe siècle, Youngstown devint une terre promise pour les migrants d'Europe de l'Est, d'Italie, et de Grèce. Au début du XXe siècle, la région vit un afflux de migrants provenant de pays du Proche-Orient, comme les actuels Liban, Palestine/Israël et Syrie.
À partir des années 1920, ce profond changement de la composition démographique de la région déclencha une vague de racisme, et la Mahoning Valley devint un foyer de développement pour le Ku Klux Klan. Le pic de tension fut atteint en 1924, quand des heurts éclatèrent entre des membres du Klan et un groupe composé d'Italiens et d'Américains d'origine irlandaise dans le quartier de Niles. Ces émeutes ont forcé le gouverneur de l'Ohio A. Victor Donahey d'instaurer la loi martiale. En 1928, l'influence du Klan était en chute libre, et trois ans plus tard, l'organisation fut contrainte de vendre sa salle de réunion de Canfield dénommée Kountry Klub Field.
Malgré la taille importante de leur communauté à Youngstown, la présence des Américains d'origine irlandaise ne sautait pas aux yeux. Quand la vedette de la radio Pete Gabriel (qui était Grec) vint à Youngstown, il apprit lors de sa venue que jamais un défilé n'avait été organisé pour célébrer la Saint Patrick. Il en créa donc un.
La croissance de l'industrie attira des Américains et des Américaines, mais aussi des hommes et des femmes d'Amérique latine. À partir de la fin du XIXe siècle, les Afro-américains constituait une communauté bien représentée à Youngstown et la première congrégation locale de l’Église épiscopale méthodiste africaine fut créée en 1871.
Dans les années 1880, l'avocat local William R. Stewart fut le second Afro-américain à se faire élire à la Chambre des représentants de l'Ohio. L'arrivée de nombreux Afro-américains doit beaucoup aux développements successifs du secteur industriel. Pendant la grève nationale du fer de 1919, les industriels de la ville ont eu recours à l'embauche de milliers de travailleurs venant du Sud, dont beaucoup étaient Noirs. Cette tendance exacerba le racisme du côté de la population locale blanche, et pendant des dizaines d'années, les mineurs et travailleurs Afro-américains subirent de la discrimination sur leur lieu de travail. L'immigration de la population venue du Sud des États-Unis fut très importante dans les années 1940, quand la mécanisation de l'agriculture dans le Sud mit fin au système traditionnel d'exploitation agricole, obligeant les travailleurs des champs itinérants à trouver un emploi dans l'industrie minière.
Les gisements de fer de la région de Youngstown ont commencé à se tarir au début du XXe siècle. Étant donné que la ville était isolée (la rivière Mahoning n'étant pas navigable), les minerais du Michigan et du Minnesota durent être affrétés par le rail depuis Cleveland et d'autres villes portuaires de la région des Grands Lacs où de grandes quantités de minerai étaient débarquées. Cette situation mit à mal la compétitivité des producteurs de fer et d'acier de Youngstown au profit de villes comme Cleveland, Buffalo, Chicago et Détroit, toutes étant des villes côtières des Grands Lacs. Par rapport à ces villes, transporter des matériaux bruts en direction des aciéries de Youngstown représentait un coût logistique plus important, d'après un avis de la Harvard Business Review publié en janvier 1933. Des coûts de transport plus élevés sont une des raisons pour lesquelles les aciéries de Youngstown commencèrent à péricliter avant même le déclin des autres villes de la "rust belt".

### Black Monday
La population de la ville devint encore plus cosmopolite après la Deuxième Guerre mondiale, quand la puissante industrie de l'acier attira des milliers de travailleurs. Dans les années 1950, la population latine augmenta fortement et à partir des années 1970, l'église catholique St. Rose de Lima et la première église baptiste espagnole de l'Ohio firent partie des plus importantes institutions religieuses pour les habitants hispanophones de l'agglomération de Youngstown. Bien que la diversité soit l'une des caractéristiques durables de la communauté, l'économie de l'industrie qui attira des communautés d'horizons différents s'effondra à la fin des années 1970. En réponse aux défis auxquels elle fit face, la ville prit plusieurs décisions pour encourager une reconversion de son tissu économique vers une diversification des activités, en s'appuyant sur ses atouts traditionnels.

### Le renouveau
Le centre-ville de Youngstown est composé de construction peu élevées. Parmi les constructions récentes, on compte le centre administratif George Voinovich et les tribunaux d'état et fédéral : la 7ème Cour d'Appel du district et le tribunal fédéral Nathaniel R. Jones. Ce dernier a remporté un prix de design élaboré par le cabinet Robert A. M. Stern Architects.
En 2005, Federal Street, un axe central du centre-ville fermé à la circulation pour le rendre piétonnier, fut rouvert à la circulation. Le centre-ville a été rénové : certains anciens bâtiments hors d'usage ont été rénovés ou tout simplement démolis pour laisser place à de nouvelles constructions.
En 2004, un programme de 60 logements dénommé Arlington Heights fut lancé, et une subvention du ministère du logement et du développement de l'urbanisme du gouvernement fédéral permit la démolition des Westlake Terrace, un projet hasardeux et coûteux de logements sociaux. Aujourd'hui, on y trouve des résidences pour seniors, des locations de maisons de villes et des logements accessibles à l'achat pour les familles monoparentales. Les prix peu élevés des biens immobiliers et les efforts de la Youngstown Central Area Improvement Corporation (CIC) ont incité l'acquisition de plusieurs bâtiments depuis longtemps abandonnés du centre-ville (dont beaucoup par des investisseurs n'étant pas de Youngstown) et leur rénovation et changement de destination en magasins spécialisés, en restaurants, et éventuellement en appartements.
De plus, une organisation à but non-lucratif nommée Wick Neighbors a lancé une rénovation de Smoky Hollow, un ancien quartier ethnique qui jouxte le centre-ville et le campus de l'université, suivant une philosophie urbanistique contemporaine (nouvel urbanisme) pour une enveloppe de 250M$. Le quartier comptera environ 400 logements, des logements étudiants, des commerces de détails et un parc. Sa construction a débuté en 2006.
Les nouvelles construction s'efforcent d'inciter la croissance économique. L'une des affaires les plus florissantes de ces dernières années est la pépinière d'entreprises Youngstown Business Incubator. Cette organisation à but non lucratif, située dans un ancien grand magasin du center-ville, favorise la croissance d'entreprises du numérique. La pépinière, qui comptent une douzaine d'entreprises locataires, a récemment achevé la construction du Taft Technology Center, dans lequel ses plus grosses start-up emménageront.
En adéquation avec ces efforts pour transfigurer l'image de la ville, la municipalité, en lien avec l'université d'état de Youngstown, a lancé un ambitieux plan de renaissance urbaine intitulé Youngstown 2010. Parmi les objectifs annoncés de Youngstown 2010, "un Youngstown plus propre, plus vert, mieux organisé et mieux géré". En janvier 2005, l'organisation dévoila un plan ambitieux concocté par Urban Strategies Inc. of Toronto, qui prit forme au cours d'une campagne d'enquêtes publiques et de réunions qui réunirent les propositions émanant directement des habitants de la ville. La vision du projet, qui se base sur une réduction de la taille de la population et une amélioration de l'image de la ville et de la qualité de vie, a suscité l'attention à l'échelle du pays et est jugée crédible vu l'expérience menée dans d'autres agglomérations confrontées au phénomène de réduction de la population urbaine. Youngstown 2010 a reçu le prix de sensibilisation publique de l'American Planning Association en 2007.

## Culture

### Parcs et nature
Le parc le plus populaire de Youngstown est le Mill Creek Park, un parc paysagé et boisé de 8 km rappelant le Rock Creek Park de Washington, D.C. Mill Creek Park est le plus ancien parc de l'Ohio, créé en 1891 pour le canton. Parmi les lieux emblématiques du parc, on compte le moulin Lanterman restauré du XIXe siècle, le massif rocheux de Bear's Den, de nombreux sentiers, le centre culturel Fellows Riverside Gardens et le pont en fer "Cinderella". Le golf Donald Ross comporte deux parcours de 18 trous : le North Course est très roulant, tandis que celui du Sud voit ses fairways ceinturés d'arbres et à l'étroit.
Mill Creek Park possède une superficie de 1,100 ha, 32 km de route et 24 km de sentiers. Ses points d'intérêts comportent des jardins, des cours d'eau, des lacs, des bois, des prairies et une faune.
Un point de vue fréquenté de Fellows Riverside Gardens' offre aux visiteurs différentes vue des environs. Du côté Sud, on peut contempler la cime des arbres du lac Glacier. Du côté Nord, les visiteurs bénéficient d'une vue sur le centre-ville de Youngstown.

## Justice et administration
Le maire de Youngstown est élu tous les quatre ans et ne peut effectuer que deux mandats. Les maires sont traditionnellement investis autour du 2 janvier et issus du parti démocrate depuis la fin des années 1920 en raison du soutien des partis et syndicats locaux au candidat démocrate lors des élections. Le maire de Youngstown est Jamael Tito Brown.
Jay Williams avait été le premier maire afro-américain de la ville et le premier maire indépendant depuis 1922. Williams faisait alors partie de la Mayors Against Illegal Guns Coalition, un groupe trans-partisan dont le but déclaré était  de "rendre la voie publique plus sûre en retirant les armes illégales de la rue". Il démissionna du poste de maire pour devenir le spécialiste auto du Président Barack Obama, en devenant directeur du groupe de travail présidentiel sur l'industrie automobile.
Les habitants élisent un conseil composé de huit membres : sept conseillers représentant chacun l’un des sept quartiers de la ville et un président du conseil. Ce conseil se réunit tous les premiers et troisièmes mercredi du mois. Dans le même temps, le conseil municipal, présidé par le maire, supervise les marchés publics des projets à l’œuvre dans la ville.

### Criminalité
La criminalité est demeurée un problème récurrent dans de nombreuses villes, petites ou grandes, de la Rust Belt, freinant la reprise économique. À la fin des années 1950 et au début des années 1960, Youngstown était nationalement réputée comme étant un coin où les gangs réglaient leurs comptes, souvent à l'aide de voitures piégées. La ville s'est vu décerner le surnom de "Murdertown, USA" ("la Ville du meurtre") ou encore "Bomb City, USA," ("Bombeville), quand la phrase "Youngstown tune-up" ("mise au point façon Youngstown") devint une expression d'argot reprise à l'échelle du pays pour parler d'un assassinat à la voiture piégée. L'image de Youngstonwn comme ville du crime a été encore plus marquée lorsque plusieurs prisons ont été construites sur son territoire. Depuis 2012, trois centres de détention sont en activités : le Mahoning County Justice Center, le Northeast Ohio Correctional Center, and le Ohio State Penitentiary.
Depuis des dizaines d'années, Youngstown est resté un paradis pour les gangsters, et la corruption s'est enracinée dans le tissu de sa société. Un article de The New Republic paru en 2000 détaillait "un chef de la police, l'ancien procureur, le sheriff, l'ingénieur du comté, les membres de la police locale, un directeur juridique de la ville, différents avocats de la défense, des politiciens, des juges, et un ancien assistant du procureur fédéral" comme étant sous l'influence de la mafia. La ville s'est dépêchée de prendre des mesures limitant l'influence du crime organisé dans tous les secteurs de la municipalité. L'apogée de ce tour de force fut l'arrestation, le procès et le jugement en 2002 de l'ancien membre de la Chambre des Représentants James A. Traficant, Jr. (D), pour corruption, fraude fiscale et racket. En 2006, Youngstown a été classée par Morgan Quitno Press, une entreprise de recherche et investigation basée au Kansas, comme étant la 9ème ville la plus dangereuse des Etats-Unis.

## Éducation
Youngstown est desservi par le réseau de bibliothèques Public Library of Youngstown an Mahoning County.

### Élémentaire et secondaire
Le district scolaire de la ville de Youngstown contrôle tous les établissements publics de la ville. Jusqu'en 2007, le district s'était investi dans une reconfiguration de son réseau, en consolidant les écoles existantes tout en en construisant de nouvelles. Le district du secondaire quant à lui s'occupait des quartiers nommés Nord, Sud, Chaney, Rayen, Est, Woodrow Wilson, Youngstown Early College et Choffin Career and Technical Center. Cette liste a évolué : Chaney a été étendu, tandis que Nord Sud et Est ont été fermés. Rayen et Wilson furent fermés pour laisser un espace pour la toute nouvelle construction d'East High School.
Youngstown accueille un petit nombre d'établissements relevant du privé. On peut noter Valley Christian School, une école primaire indépendante située dans le Sud de la ville, Akiva Academy, une école primaire (K-8) située dans le Centre communautaire Juif et une école Montessori, située à Mahoning Valley, qui délivre une méthode d'apprentissage alternative pour des élèves de la maternelle jusqu'au 8th grade, l'équivalent de la 4ème française (13-14 ans).
Youngstown détient un taux de réussite de 65 % à la sortie du lycée.

### Enseignement supérieur
L'enseignement supérieur proposé à Youngstown est assuré par l'Université d’État de la ville. Elle est issue d'un ancien programme YMCA qui avait commencé à dispenser des cours de niveau universitaire en 1908.
YSU a adhéré au système d'enseignement supérieur de l'Ohio en 1967. L'université comprend six facultés : une faculté d'Art et Sciences sociales, une faculté de Science, Technologie, sciences de l'ingénieur et mathématiques, la faculté d'administration des entreprises Williamson, le département Sciences médico-sociales Bitonte, la faculté d'Arts appliqués. Autrefois considérée comme un établissement de périphérie coincé entre Cleveland et Pittsburgh, YSU compte 13000 étudiants, dont une grande partie ne provient pas de Youngstown. Le campus est situé au Nord du centre-ville et au Sud du quartier historique de la cinquième avenue, un quartier dont les bâtiments suivent une architecture de style Tudor, victorien ou encore de style renouveau colonial espagnol.
YSU propose des frais d'inscription inférieurs à la moyenne des autres universités publiques de l'Ohio, à $3856 par semestre pour les non-diplômés. La Dana School of Music est l'un des points forts de l'université. Cette école fait partie des six plus vieilles écoles de musique encore en activité aux États-Unis.
Les classes de la faculté d'ingénierie de l'université sont labellisées ABET, ce qui fait d'elle l'une des meilleures facultés d'ingénierie du pays. Plusieurs diplômés de ses cours sont sortis de cette école puis devenus des dirigeants d'entreprises cités dans le classement Fortune.

## Médias
Youngstown dispose de différents médias, comme la télévision, la presse et la radio. Le journal The Vindicator, constituant une grande source de nouvelles locales, est un quotidien publié par The Vindicator Publishing Company. C'est le seul journal local à couvrir les comtés de Mahoning, Trumbull et Columbiana. Ses concurrents sont le Tribune Chronicle (établi à Warren) et le Morning Journal (basé à Lisbon), bien que ces deux journaux couvrent principalement leur comté d'origine. D'autres journaux sont édités à Youngstown : le bimensuel The Business Journal, le mensuel The Metro Monthly, et The Jambar, journal publié deux fois par semaine les mardis et jeudis par les étudiants de l'Université d’État de Youngstown pendant la période universitaire.

### Télévision
Les habitants de Youngstown et Warren peuvent regarder une chaîne de télévision locale, ce qui est assez inhabituel pour une aire urbaine de cette taille, car Akron, ville située alentour et pourtant d'une taille plus importante, n'en dispose pas. Ce marché de 273480 ménages constitue le 106ème plus important marché des États-Unis, d'après Nielsen Media Research.

### Radio
La ville reçoit 37 stations de radio différentes dans son aire urbaine ce qui en fait le 119e marché publicitaire radiophonique des États-Unis : 17 stations sur la bande AM et 20 stations sur la bande FM. Les régies publicitaires Clear Channel et Cumulus Media se partagent les revenus issus de la publicité des plus importantes stations du Comté de Youngstown-Warren.

## Personnalités liées à la ville
Princesse Ileana de Roumanie décédée à Yougstown en 1991

## Source
- (en) Cet article est partiellement ou en totalité issu de l’article de Wikipédia en anglais intitulé « Youngstown, Ohio » (voir la liste des auteurs).